# عرطيليات
عِرْطِيلِيَّات أو خنافس الفطريات المبهجة أو فصيلة إروتايليدي (الاسم العلمي: Erotylidae)، هي فصيلة من الخنافس تنتمي إلى الخنفسيات النارية تشتمل على أكثر من 100 جنس. في التقييد الحالي، تحتوي على 6 قبائل (Tritomini, Dacnini, Megalodacnini, Erotylini, Cryptophilini, Languriini) و10 فُصيلات (Cryptophilinae, Dacninae, Encaustinae, Erotylinae, Languriinae, Loberinae, Megalodacninae, Pharaxonothinae, Tritominae, Xenoscelinae). تتوافق فصيلة العرطيليات Erotylidae المقيدة بشكل ضيق مع فصيلة العرطيلية Erotylinae في التعريف بالمعنى الواسع. هناك شكوك حول أحادية الأصناف ذات التصنيف الأدنى داخل العرطيليات، مع المزيد من دراسات النشوء والتطور التي تتطلب عينات أفضل ودراسات لمجموعات السمات غير المستكشفة، على سبيل المثال الميتندوستيرنيت والسوط القضيبي، والتي تفتقر عمومًا إلى دراسات مورفولوجية مفصلة في كتابات غمديات الأجنحة. يعتمد تصنيف العرطيلية على سمات مثل ألوانها المختلفة وليس على الاختلافات المورفولوجية مثل أجزاء الفم والصدر وانتهائية البطن (Pecci-Maddalena).
تتغذى العرطيليات على المواد النباتية والفطرية. بعضها ملقحات مهمة (على سبيل المثال تُلقح السيكاديات)، في حين أن القليل منها اكتسب سمعة سيئة كآفات ذات أهمية معينة. في بعض الأحيان، توجد الأنواع المفيدة والضارة في جنس واحد، على سبيل المثال. فاراكسونوثا. ومع ذلك، فإن معظم الخنافس الفطرية المبهجة هي حشرات غير مؤذية ذات أهمية قليلة للبشر.
أقدم حفرية (مستحاثة) هي نوع غير موصوف معروف من العصر الطباشيري المبكر (الباريمي) من كهرمان لبناني.